# 黒薔薇の館
『黒薔薇の館』（くろばらのやかた）は、1969年公開の日本映画である。
前年の『黒蜥蜴』に続く、深作欣二監督、丸山明宏主演作品である。横尾忠則がタイトルデザインを手がけた。

## ストーリー
資産家の佐光喬平が半ば趣味で経営するサロン「黒薔薇の館」を一人の妖艶な女が訪れるようになった。藤尾竜子と名乗るその女は毎晩黒薔薇を片手に愛を歌い、サロンに集う男たちを魅了していった。竜子を追って男たちがサロンを訪れるが、竜子は冷たく対応するだけであった。ついには竜子を巡って自殺や殺人まで起きる。竜子の虜となった佐光は、彼女が気に入るように館を改装し、竜子が館の女主人として君臨することを許した。
ある日、佐光の次男で放蕩息子の亘が黒薔薇の館を訪れる。佐光の留守中に亘と竜子は関係を深めていく。

## 登場人物
- 藤尾竜子 - 丸山明宏
- 佐光喬平 - 小沢栄太郎
- 佐光亘 - 田村正和
- 大友 - 西村晃
- 津川 - 川津祐介
- 玲子 - 松岡きっこ
- 風間 - 内田良平
- ジョージ - 城アキラ